# Стена Южного полюса
Стена Южного Полюса (англ. South Pole Wall, SPW) — шестая по размерам структура в распределении галактик (галактическая нить), расположенная на расстоянии в 500 млн св. лет от Млечного Пути и простирающаяся на 1,4 млрд св. лет в зоне избегания между созвездием Кита и созвездием Райской птицы.

## Пространственная локализация

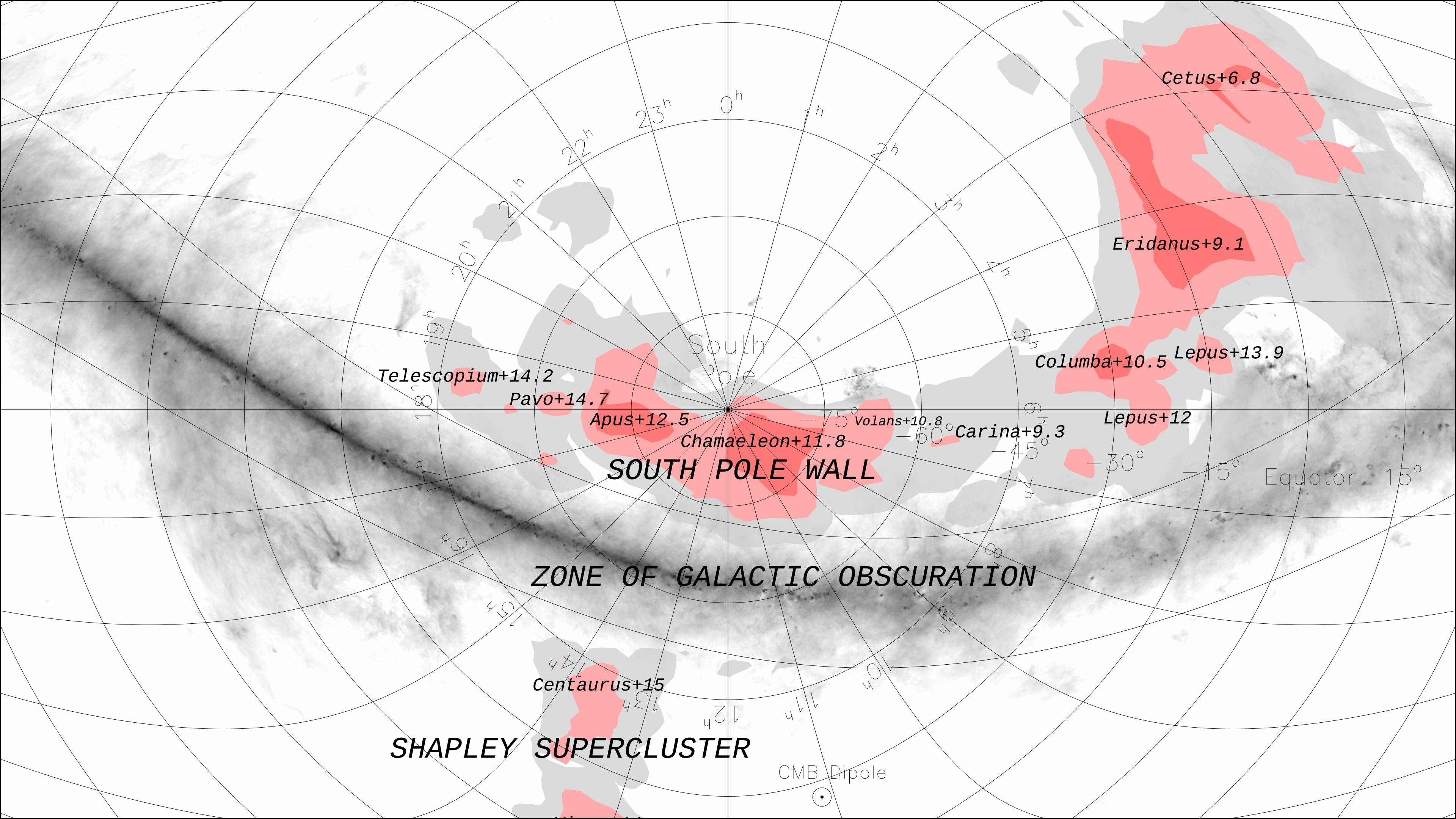
Проекция Стены Южного Полюса на небесные координаты

Стена Южного Полюса располагается за сверхскоплением Ланиакея, занимая на эклиптике около 200° дуги. Самая плотная часть структуры лежит в направлении Южного полюса Земли на расстоянии около 500 млн св.лет. Северная же часть Стены Южного полюса изгибается и подходит к Млечному пути на расстояние около 300 миллионов световых лет. Суммарная масса Стены Южного Полюса оценивается в около 1017M☉ (сто квадриллионов солнечных масс).

## Открытие объекта
Стена Южного Полюса была открыта в июле 2020 года, командой исследователей из Университета Париж-Сакле и Гавайского университета во главе с Дэниелем Помаредом, на основе анализа данных из галактического каталога Cosmicflows-3, который содержит расчёты расстояния для более чем 18 000 галактик.
В ходе исследования научная группа производила сопоставление красного смещения галактик со скоростью их разбегания относительно друг друга и выявляла степень гравитационного воздействия между ними по выборке запечатлённых скоростей галактик.

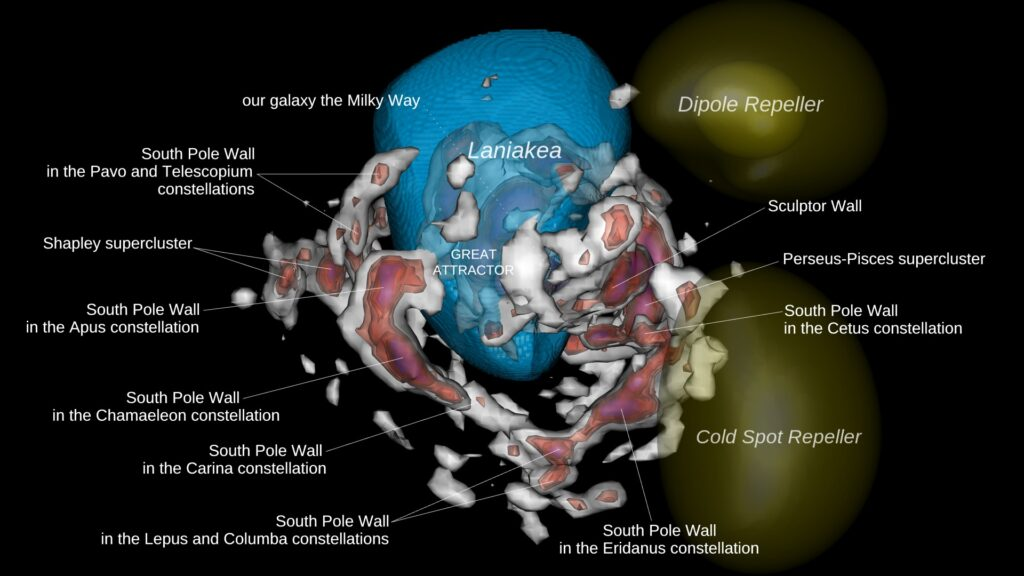
Моделирование размеров и расположения Стены Южного Полюса относительно сверхскопления Ланиакея